# Chiesa di San Pietro (Los Angeles)
La chiesa di San Pietro è una chiesa cattolica italiana  di Los Angeles, California negli Stati Uniti d'America. Fu costruita nel 1946-47 come sede della Parrocchia omonima, costituita già nel 1904 per servire alla comunità cattolica italiana locale e che fino ad allora aveva svolto le proprie attività in altra sedi.

## Storia e descrizione
Nel 1904 padre Tito Piacentini fu incaricato dal vescovo Thomas James Conaty di formare una parrocchia nazionale per la locale comunità italiana. Un locale fu preso in affitto dove la comunità si riunì per i primi anni. Nel 1915 la parrocchia acquisì una ex-cappella privata funeraria che era stata edificata nel 1885 su North Broadway. Per quasi 30 anni fu la casa della comunità, finché non andò completamente  distrutta in un incendio il 13 giugno 1944.
A questo punto divenne urgente mettere in atto i progetti di costruzione di una nuova chiesa. La pietra angolare del nuovo edificio fu posta il 21 luglio 1946, e la chiesa fu dedicata l'anno successivo, il 13 aprile 1947.
I rapidi cambiamenti demografici dell'area circostante la chiesa fecero avanzare già negli anni '50 l'idea di un ulteriore trasferimento. Ma nel momento in cui il futuro della chiesa appariva più incerto, un evento ne cambiò la sorte. Nel 1961 la chiesa fu affidata alla cura dei Padri scalabriniani, con un chiaro programma di rilancio basato sulla loro lunga esperienza di lavoro con gli immigrati. Padre Luigi Donanzan trasformò la chiesa nel centro religioso e culturale dei cattolici italiani di Los Angeles, con l'inaugurazione il 13 febbraio 1972 della Casa Italiana di Los Angeles a fianco della chiesa.
Ancora oggi la parrocchia è la chiesa nazionale degli italiani di Los Angeles.

### Parroci
Preti diocesani
- 1904-1906: Tito Piacentini
- 1906-1918: Alex Bucci
- 1918-1919: B. J. Schiapparelli
- 1919-1923: Louis & Innocent Montanari

Padri salesiani
- 1923-1925: Joseph Castagnotto
- 1923-1925: L. B. Galli
- 1925-1926: P. Beccaria
- 1930-1932: Ypres Grall

Padri claretiani
- 1932-1932: A. Pujol
- 1932-1935: A. Leal
- 1935-1937: U. Julian
- 1937-1938: J. Uriarte
- 1938-1938: Peter Caballer & Joseph Gutierrez
- 1938-1939: Eustace Flamenco
- 1939-1942: Basil Frison
- 1942-1943: Louis Bossi
- 1943-1949: Michael Cecere
- 1949-1951: Leonard Cuellar

Preti diocesani
- 1951-1954: Donatus Larrea
- 1954-1960: Salvatore De Vita
- 1960-1961: Lorenzo De Dominici

Padri scalabriniani
- 1961-1962: Joseph Chiminello
- 1962-1979: Luigi Donanzan
- 1979-1988: Adolph Nalin
- 1988-1994: Rino Spada
- 1994-1998: Angelo Bordignon
- 1998- : Giovanni Bizzotto